# South-Fork-Talsperre
Die South-Fork-Talsperre mit ihrem Stausee Lake Conemaugh lag nahe South Fork im US-Bundesstaat Pennsylvania nahe dem heutigen Saint Michael. Am 31. Mai 1889 versagte der Staudamm nach heftigen, mehrere Tage andauernden Regenfällen, worauf 20 Millionen Kubikmeter Wasser 23 Kilometer talabwärts rasten und in Johnstown eine verheerende Flut verursachten. Dabei wurden rund 2.200 Menschen getötet und es gab einen Schaden von 17 Millionen Dollar. Es war die erste Katastrophe, bei der das Amerikanische Rote Kreuz unter der Leitung von Clara Barton eingesetzt wurde. Hilfe für die Opfer kam aus den ganzen Vereinigten Staaten und aus 18 ausländischen Staaten. Es war eine der größten Katastrophen in der amerikanischen Geschichte.

## Die Stadt Johnstown, Pennsylvania
Johnstown wurde 1794 gegründet und hatte 1889 etwa 30.000 Einwohner. In der für ihren Stahl bekannten Industriestadt war es früher schon zu Hochwassern gekommen. Die erste Flut wurde 1808 aufgezeichnet, worauf in jeder Dekade bis in die 1880er Jahre mindestens eine Flut auftrat. In den neun Jahren bis 1889 kam es dann gleich zu sieben Hochwassern, wobei die Flut von 1889 aber zweifellos die größte war. Die Gegend um Johnstown war schon immer hochwassergefährdet, weil sie in der Nähe von regen- und schneereichen Bergen am Zusammenfluss der begradigten Flüsse Stony Creek und Little Conemaugh River zum Conemaugh River lag.

## Der South-Fork-Staudamm und Lake Conemaugh
Hoch in den Bergen bei der kleinen Stadt South Fork in Pennsylvania war der South-Fork-Staudamm ursprünglich von 1838 bis 1853 vom Staat Pennsylvania als Reservoir für das Kanalsystem von Johnstown gebaut worden. Es wurde vom Staat aufgegeben, der Eisenbahngesellschaft Pennsylvania Railroad verkauft und später an Privatleute weiterverkauft.
Die Spekulanten, die das aufgegebene Reservoir gekauft hatten, reparierten die alte Talsperre mehr schlecht als recht, erhöhten den Wasserspiegel, bauten Hütten und ein Clubhaus und schufen den Angel- und Jagdclub (Fishing and Hunting Club) von South Fork. Mitglieder in dem exklusiven und verschwiegenen Rückzugsgebiet in den Bergen waren über 50 wohlhabende Pittsburgher Stahl-, Kohle- und Eisenbahn-Industrielle, einschließlich Andrew Carnegie, Andrew W. Mellon, Henry Clay Frick, Philander Knox und Robert Pitcairn.
Der See Conemaugh auf dem Gelände des Clubs lag 137 Meter (450 feet) höher als Johnstown. Er war etwa drei bis fünf Kilometer lang, etwa 1,6 Kilometer breit und am Damm etwa 18 Meter tief. Der See hatte einen Umfang von elf Kilometern und enthielt 20 Millionen Kubikmeter Wasser. Wenn der Wasserstand im Frühling hoch war, bedeckte der See über 1,6 Quadratkilometer (400 acres).
Das Absperrbauwerk bestand aus einem Staudamm aus Erd- und Felsmassen von 22 Metern Höhe und 284 Metern Länge. Zwischen 1881, als der Club eröffnet wurde, und 1889 hatte der Damm häufig Undichtigkeiten, die mit Erde und Stroh geflickt wurden. Passanten äußerten sich manchmal besorgt über ein drohendes Versagen, aber es wurde nichts unternommen.

## Die große Flut von 1889

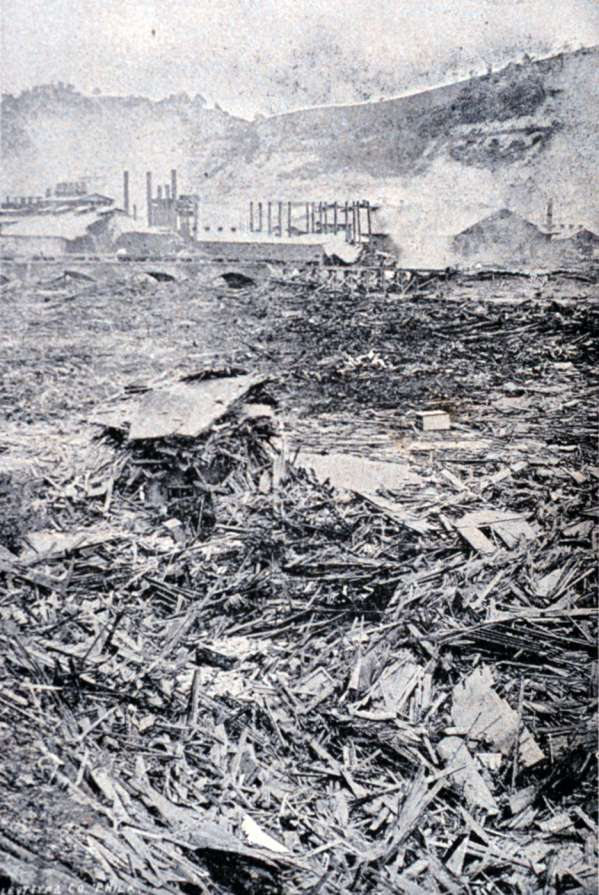
Trümmer und Schutt bei der Eisenbahnbrücke nach der Johnstown-Flut

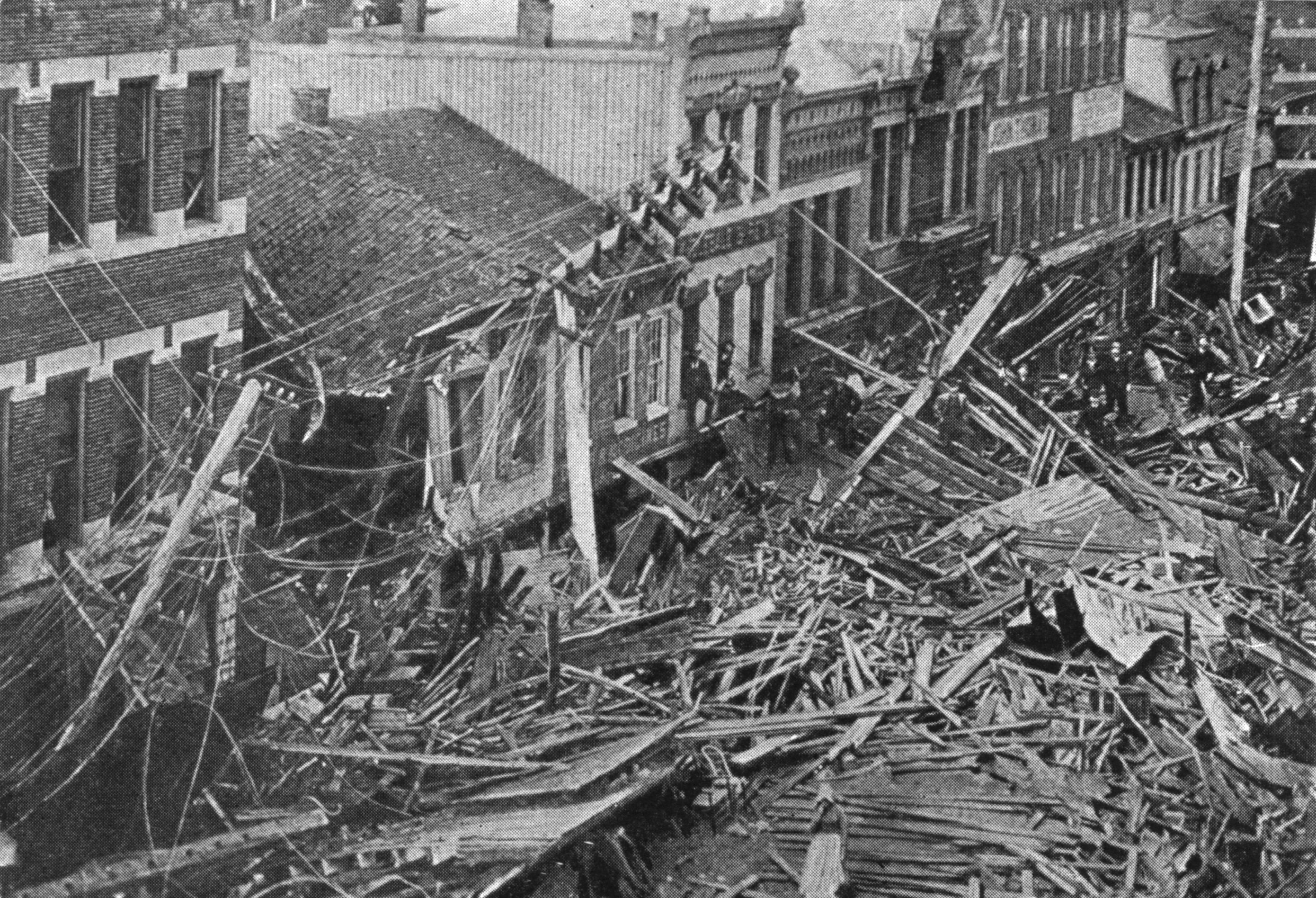
Die Hauptstraße in Johnstown

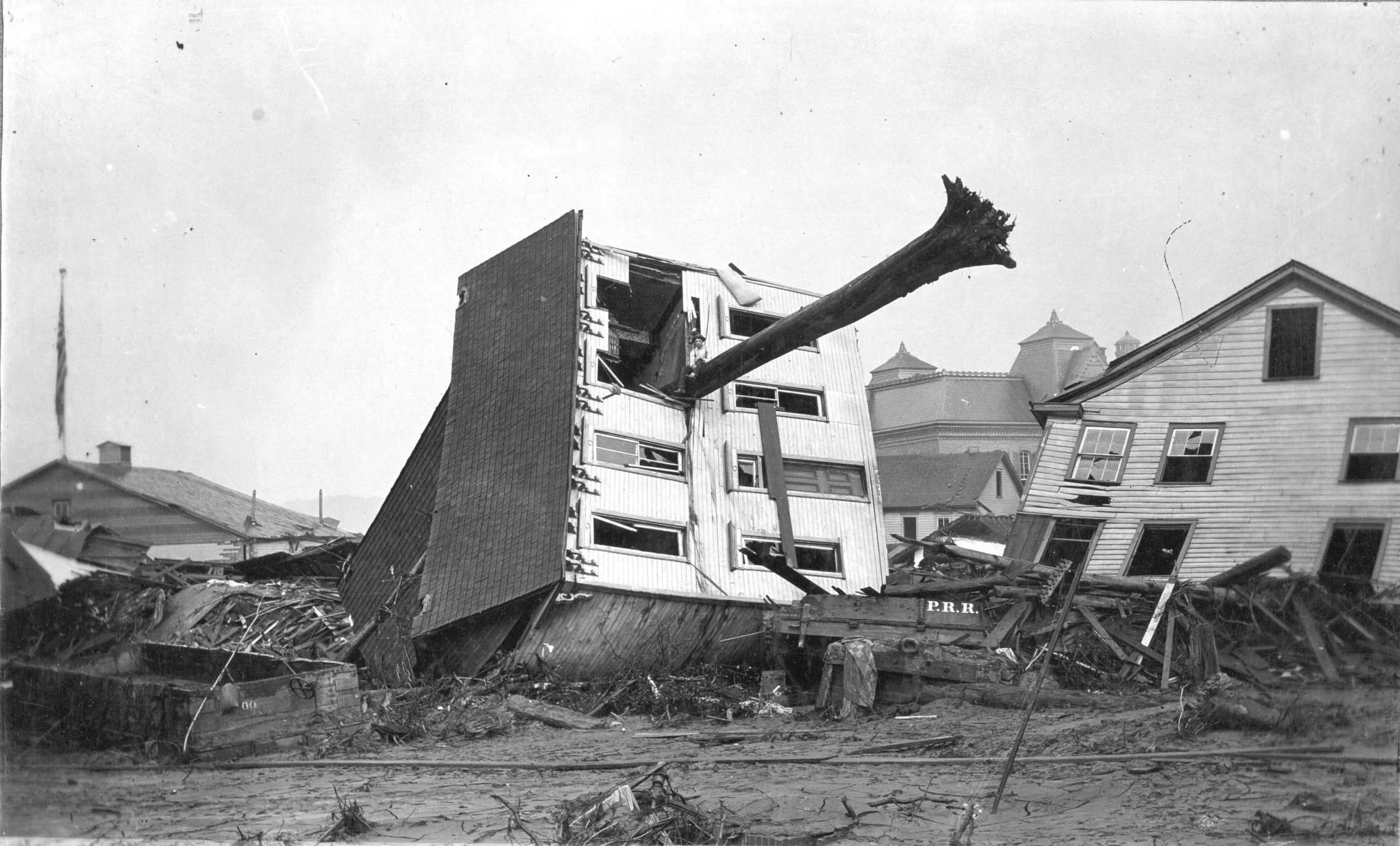
Das Schultz-Haus nach der Flut. Alle sechs Bewohner überlebten.

Am 28. Mai 1889 kam ein Sturm von Nebraska und bewegte sich in östlicher Richtung. Als der Sturm die Gegend von South Fork und Johnstown zwei Tage später traf, gab es den stärksten Niederschlag, der jemals in diesem Landesteil aufgezeichnet worden war. Der US Signal Service schätzte, dass 150 bis 250 Millimeter Regen in 24 Stunden im ganzen Gebiet gefallen sind. Während der Nacht wurden aus neun kleinen Bächen reißende Ströme, die Bäume ausrissen und Geröll mit sich führten. Telegrafenmasten wurden niedergerissen und Eisenbahnlinien unterspült. Der durch Johnstown fließende Conemaugh River trat über seine Ufer.
Am 31. Mai gegen 15:10 Uhr brach dann der South-Fork-Staudamm 23 Kilometer oberhalb der Stadt, und die Flutwelle kam den Little Conemaugh River herunter. Sie zerstörte auf ihrem Weg mehrere Orte.
Die Einwohner von Johnstown wurden überrascht, als das Wasser mit ca. 65 km/h (40 Meilen/h) auf den Ort zuraste und an manchen Stellen 18 Meter Höhe erreichte. Einige erkannten die Gefahr, versuchten zu entkommen, aber die meisten wurden unvorbereitet getroffen. Viele Menschen wurden von Trümmerstücken erschlagen und andere verfingen sich im Stacheldraht aus einer Drahtfabrik weiter oberhalb. Diejenigen, die auf Dächern Schutz suchten oder sich auf Trümmerstücke retten konnten, mussten stundenlang auf Hilfe warten.
In Johnstown gab es die „Steinerne Brücke“ (Stone Bridge), eine Bogenbrücke für die Eisenbahn über den Conemaugh River. Dort wurden 80 Menschen in einem Feuer getötet, als sich hölzerne Trümmer entzündeten, die sich vor der „Steinernen Brücke“ aufgestaut hatten. Das Feuer an der Brücke brannte drei Tage lang. Später bedeckten die Trümmer dort eine Fläche von 120.000 Quadratmetern.

## Nachspiel
Die Flut gilt als 500-Jahre-Flut, das heißt, nach statistischer Wahrscheinlichkeit tritt so ein Ereignis alle 500 Jahre ein.
Das Unglück forderte insgesamt 2209 Todesopfer, darunter 396 Kinder. 99 Familien wurden vollkommen ausgelöscht. 124 Frauen und 198 Männer verloren ihre Ehepartner. Mehr als 750 Opfer konnten nicht mehr identifiziert werden und mussten in einem Gemeinschaftsgrab auf dem Grandview-Friedhof bestattet werden.
1600 Häuser wurden bei der Katastrophe zerstört. Es entstand ein Schaden von 17 Millionen Dollar (etwa 500 Millionen Dollar nach heutigen Preisen) und 10 Quadratkilometer (4 Quadratmeilen) der Altstadt von Johnstown waren dem Erdboden gleichgemacht worden. Die Aufräumarbeiten dauerten mehrere Jahre an. Das Echo in den Zeitungen war gewaltig, die Flut galt – neben der Ermordung von Abraham Lincoln – als größtes Medienereignis des späten 19. Jahrhunderts.
Die gesammelten Spenden aus den USA und 18 anderen Ländern wie zum Beispiel Russland, Türkei, Frankreich, Großbritannien, Australien und Deutschland beliefen sich auf 3.742.818,78 Dollar, was einem heutigen Euro-Wert von rund 85 Millionen Euro entspricht. 
Die Mitglieder des South Fork Fishing and Hunting Club wurden wegen ihrer Versäumnisse von der Justiz nie zur Verantwortung gezogen, da sich unter ihnen zahlreiche reiche Industrielle befanden, wie Andrew Carnegie, Henry Clay Frick und Andrew W. Mellon. Einige Clubmitglieder unterstützten die Bevölkerung zwar mit großzügigen Spenden, beispielsweise erbaute Andrew Carnegie für die Stadt eine neue Bibliothek, gleichwohl blieb es über Jahrzehnte bei der Beurteilung, dass der ungewöhnlich starke Regen die Ursache gewesen sei.
Erst 2016 wurde die eigentliche Ursache gefunden: In fünfjähriger Forschungsarbeit stellten Hydrologen und Geologen der Pittsburgh University nicht nur fest, dass die Dammkrone fast einen Meter niedriger gebaut wurde, als ursprünglich vorgesehen. Dazu funktionierte der Überlauf nicht und auch die Abzugsrohre am Grund des Dammes waren nicht funktionstüchtig. In Simulationen wurde nachgewiesen, dass bei ordnungsgemäßem Bau der Damm mindestens 14 Stunden länger gehalten hätte und mit größter Wahrscheinlichkeit wäre es sogar gar nicht zur Katastrophe gekommen, da die Hochwasserscheitel der Einzelzuflüsse zu unterschiedlichen Zeiten auftraten. Die Ergebnisse wurden am 16. Juni 2016 in der Zeitschrift Hydrology, Band 2, Ausgabe 6, mit dem Titel „Dam-Breach hydrology of the Johnstown Flood of 1889“ veröffentlicht.

## DasJohnstown Flood National Memorial
Seit 1964 ist das ehemalige Clubhaus des South Fork Fishing and Hunting Clubs als National Memorial unter der Verwaltung des National Park Service ausgewiesen. Besucher können sich in einem kleinen Museum über die Katastrophe und ihre Folgen informieren.

## Film
- The Johnstown Flood – Dokumentarfilm (USA 1989) von Charles Guggenheim (Oscar 1990 als bester Dokumentar-Kurzfilm).